# Seznam českých dramatiků
Kritériem pro uvedení dramatika v seznamu je jeho významnost podle hledisek Wikipedie.

## Č
- Josef Čapek
- Karel Čapek

## G
- Irena Gerová

## H
- Václav Havel
- František Hrubín

## J
- Alois Jirásek

## K
- Václav Kliment Klicpera
- Ladislav Klíma
- Milan Kundera
- Pavel Kyrmezer

## L
- František Langer
- Lenka Lagronová

## M
- Alois Mrštík
- Vilém Mrštík

## N
- Vítězslav Nezval

## P
- Gabriela Preissová

## S
- Josef Skupa
- Ladislav Stroupežnický

## Š
- Fráňa Šrámek

## T
- Josef Topol
- Josef Kajetán Tyl

## U
- Milan Uhde

## V
- Jan Campanus Vodňanský
- Jaroslav Vrchlický
- Ivan Vyskočil

## Z
- Petr Zelenka
- Julius Zeyer
- Jiří Zygma